# Maurice Janin
Pierre-Thiébaut-Charles-Maurice Janin (ur. 19 października 1862 w Paryżu, zm. 28 kwietnia 1946 w Saint-Sébastien (Isère)) – francuski wojskowy, generał.
Absolwent Akademii Wojskowej Saint-Cyr i rosyjskiej szkoły wojskowej w Moskwie
W latach 1916–1917 attaché Francji w Rosji. Po rewolucji październikowej został w 1918 r. powołany na dowódcę sił interwencyjnych na Syberii. Podlegał mu też Korpus Czechosłowacki i polska 5 Dywizja Strzelców Syberyjskich. Starał się godzić często sprzeczne interesy białych Rosjan, wojsk interwencyjnych oraz formacji narodowych, ale nie był w stanie powstrzymać ofensywy bolszewików. Powrócił do Francji w 1920.
W 1921 odznaczony polskim Krzyżem Walecznych (dwukrotnie).